# Late Registration
Late Registration é o segundo álbum de estúdio do rapper americano Kanye West. Foi lançado pela Roc-A-Fella Records a 30 de Agosto de 2005. As sessões de gravação do álbum estenderam-se ao longo de um ano em vários estúdios de gravação situados em Nova Iorque e Hollywood. West colaborou com o produtor musical e compositor americano Jon Brion para a produção de Late Registration, e o álbum conta com a participação de artistas convidados, como Jay-Z, Lupe Fiasco, Jamie Foxx, Nas, Brandy, Adam Levine, The Game, Common, Paul Wall Consequence, Cam'ron, GLC e Really Doe, com edições especiais do álbum tendo participações de Q-Tip, Talib Kweli e Rhymefest.
A produção de West para Late Registration foi notavelmente mais exuberante e elaborada do que sua estreia em 2004 com The College Dropout. Ao colaborar com Jon Brion, West foi capaz de utilizar estilos de produção e instrumentos não comumente associados ao hip-hop, incluindo métodos de samples intrincados e orquestração de cordas. West ainda procurou escrever letras que permitiam continuar seu estilo de contar histórias durante as músicas, e o álbum explora questões pessoais e sociais, incluindo a pobreza, tráfico de drogas, o racismo, saúde e o comércio de diamantes de sangue.
Cinco singles foram retirados de Late Registration, incluindo os hits internacionais "Touch the Sky", "Heard 'Em Say" e "Gold Digger", que atingiu primeiro lugar na Billboard Hot 100. Foram produzidos vídeos para todos os cinco singles. Para divulgar o álbum West fez uma turnê promocional, e gravou o álbum ao vivo Late Orchestration.
Late Registration estreou em primeiro lugar na Billboard 200, vendendo 860.000 cópias em sua primeira semana. O álbum vendeu mais de 3,1 milhões de cópias nos Estados Unidos e foi certificado platina tripla pela RIAA.
Após o lançamento, Late Registration recebeu elogios da crítica musical e ganhou vários prêmios, incluindo um Grammy de Melhor Álbum de Rap no Grammy Awards de 2006 e foi nomeado a Álbum do Ano. Ele apareceu no topo de várias listas de críticos de melhores álbuns do ano. Rolling Stone nomeou-o como melhor álbum de 2005, e inclui-o na 118ª posição em sua lista dos 500 Maiores Álbuns de Todos os Tempos em 2012.

## Antecedentes
Late Registration é o segundo dos quatro álbuns sobre educação planejados por Kanye West. Lançado após a estreia de grande sucesso The College Dropout, o álbum revela uma progressão lírica e incorporação de uma ampla gama de estilos musicais. No álbum anterior, West focava na utilização de samples acelerados de vocais retirados de álbuns de soul music No entanto, devido em parte ao sucesso de The College Dropout, essa técnica foi copiada por muitos artistas, pelo uso excessivo e por achar que estava dependente desta técnica, West decidiu encontrar um novo rumo sonoro.
Fã de longa data do grupo de inglês de trip hop Portishead, West foi significativamente influenciado pelo álbum ao vivo Roseland NYC Live lançado em 1998, que contava com participação da Orquestra Filarmónica de Nova Iorque. No início de sua carreira, o álbum ao vivo tinha o inspirado a incorporar arranjos de cordas para a sua música. Embora West não tenha tido condições de colocar muitos instrumentos ao vivo em seu álbum de estreia, o dinheiro de seu sucesso comercial lhe permitiu contratar uma orquestra de cordas para seu segundo álbum. West mesclou as exuberantes melodias intrincadas da seção de cordas, com as sólidas batidas de hip-hop, para a fundação de seu rap.
West colaborou com o compositor de trilha sonora Jon Brion, que serviu como co-produtor em várias faixas. West conheceu o trabalho de Brion no filme Brilho Eterno de uma Mente Sem Lembranças, qual Brion compôs a trilha sonora. West também estava ouvindo as músicas que Brion produziu para When the Pawn..., segundo álbum de estúdio da pianista e compositora Fiona Apple, que faz parte dos músicos e fontes de inspiração para o álbum.

## Faixas
| N.º | Título                                         | Produtor (es)                           | Duração |  |
| 1.  | "Wake Up Mr. West"                             | Kanye West                              | 0:41    |  |
| 2.  | "Heard 'Em Say" (com Adam Levine)              | Kanye West, Jon Brion                   | 3:23    |  |
| 3.  | "Touch the Sky" (com Lupe Fiasco)              | Just Blaze                              | 3:57    |  |
| 4.  | "Gold Digger" (com Jamie Foxx)                 | Kanye West, Jon Brion                   | 3:28    |  |
| 5.  | "Skit #1"                                      |                                         | 0:33    |  |
| 6.  | "Drive Slow" (com Paul Wall & GLC)             | Kanye West                              | 4:32    |  |
| 7.  | "My Way Home" (com Common)                     | Kanye West                              | 1:43    |  |
| 8.  | "Crack Music" (com The Game)                   | Kanye West, Jon Brion                   | 4:31    |  |
| 9.  | "Roses"                                        | Kanye West, Jon Brion                   | 4:05    |  |
| 10. | "Bring Me Down" (com Brandy)                   | Kanye West, Jon Brion                   | 3:18    |  |
| 11. | "Addiction"                                    | Kanye West, Jon Brion                   | 4:27    |  |
| 12. | "Skit #2"                                      |                                         | 0:31    |  |
| 13. | "Diamonds from Sierra Leone" (Remix com Jay-Z) | Kanye West, Jon Brion, Devo Springsteen | 3:53    |  |
| 14. | "We Major" (com Nas & Really Doe)              | Kanye West, Jon Brion, Warryn Campbell  | 7:28    |  |
| 15. | "Skit #3"                                      |                                         | 0:24    |  |
| 16. | "Hey Mama"                                     | Kanye West, Jon Brion                   | 5:05    |  |
| 17. | "Celebration"                                  | Kanye West, Jon Brion                   | 3:18    |  |
| 18. | "Skit #4"                                      |                                         | 1:18    |  |
| 19. | "Gone"                                         | Kanye West                              | 6:02    |  |
| 20. | "Diamonds from Sierra Leone"                   | Kanye West, Jon Brion, Devo Springsteen | 3:58    |  |
| 21. | "Late"                                         | Kanye West                              | 3:50    |  |

| Edição inglesa |                                                                      |         |  |
| N.º            | Título                                                               | Duração |  |
| 21.            | "We Can Make It Better" (com Common, Q-Tip, Talib Kweli & Rhymefest) | 3:52    |  |
| 22.            | "Late"                                                               | 3:50    |  |

| Edição japonesa |                         |         |  |
| N.º             | Título                  | Duração |  |
| 22.             | "Back to Basics"        | 1:39    |  |
| 23.             | "We Can Make It Better" | 3:52    |  |

| Tour Edition australiana |                                                                            |         |  |
| N.º                      | Título                                                                     | Duração |  |
| 22.                      | "Back to Basics" (com Common)                                              | 1:39    |  |
| 23.                      | "We Can Make It Better" (featuring Common, Q-Tip, Talib Kweli & Rhymefest) | 3:52    |  |

### LP
| Lado 1 |                    |         |  |
| N.º    | Título             | Duração |  |
| 1.     | "Wake Up Mr. West" |         |  |
| 2.     | "Heard 'Em Say"    |         |  |
| 3.     | "Touch the Sky"    |         |  |
| 4.     | "Gold Digger"      |         |  |
| 5.     | "Skit #1"          |         |  |
| 6.     | "Drive Slow"       |         |  |

| Lado 2 |                 |         |  |
| N.º    | Título          | Duração |  |
| 7.     | "My Way Home"   |         |  |
| 8.     | "Crack Music"   |         |  |
| 9.     | "Roses"         |         |  |
| 10.    | "Bring Me Down" |         |  |

| Lado 3 |                              |         |  |
| N.º    | Título                       | Duração |  |
| 11.    | "Addiction"                  |         |  |
| 12.    | "Skit #2"                    |         |  |
| 13.    | "Diamonds from Sierra Leone" |         |  |
| 14.    | "We Major"                   |         |  |

| Lado 4 |               |         |  |
| N.º    | Título        | Duração |  |
| 15.    | "Skit #3"     |         |  |
| 16.    | "Hey Mama"    |         |  |
| 17.    | "Celebration" |         |  |
| 18.    | "Skit #4"     |         |  |
| 19.    | "Gone"        |         |  |